# La Fille américaine
Pour plus de détails, voir Fiche technique et Distribution.
La Fille américaine (Американская дочь) est un film russe réalisé par Karen Chakhnazarov, sorti en 1995.

## Synopsis
Alexei, un citoyen russe ne parlant pas anglais, se rend aux États-Unis d'Amérique pour faire valoir le droit de garde qui lui a été attribué dans son pays pour sa fille, Anna.  La mère de l'enfant s'y oppose et obtient de la police américaine une ordonnance restrictive à son encontre.
Anna, désireuse de renouer avec son père et de partir avec lui en Russie, fuit son domicile.  Faisant preuve d'une grande sagacité pour son âge, elle parvient à localiser Alexei et à le rejoindre.  Elle suggère qu'ils aillent en Russie en passant par le Mexique, car elle a alors conscience qu'il se rendrait ainsi coupable d'enlèvement d'enfant, que la police serait à leur recherche et qu'ils ne pourraient donc pas prendre l'avion depuis un aéroport Américain. Alexei accepte, et tous deux prennent la route tout d'abord en autobus, puis en faisant de l'auto-stop.
Après diverses péripéties, au cours desquelles Anna réapprend des rudiments de russe, elle tombe malade. Alexei se résout alors à se rendre à la police. Tandis qu'il purge sa peine de prison aux États-Unis, Anna, pilotant un hélicoptère, le fait s'évader.

## Commentaires
Compte tenu de la spécificité du scénario, les dialogues du film sont à parts environ égales en anglais et en russe.
La dernière scène du film, une évasion par hélicoptère, peut être jugée rocambolesque compte tenu de l'incongruité qu'il y a à voir un enfant piloter ce type d'appareil.  Cette scène était cependant préfigurée par la première, où Anna était montrée se faufilant de nuit pour s'installer aux commandes de l'appareil stationné dans sa cour, faisant mine de le piloter pour se rendre en Russie.

## Fiche technique
- Titre original : Американская дочь
- Titre français : La Fille américaine
- Réalisation : Karen Chakhnazarov
- Scénario : Alexander Borodianski et Karen Chakhnazarov
- Direction artistique : Joe Matheny
- Costumes : Sasha Levinson et Vera Romanova
- Photographie : Vladimir Shevtsik
- Montage : Lidiya Milioti
- Musique : Anatoli Kroll
- Société de production : Mosfilm
- Pays d'origine : Russie
- Format : Couleurs - 35 mm
- Genre : comédie dramatique
- Durée : 98 minutes
- Date de sortie : 1995

## Distribution
- Vladimir Machkov : Varakin
- Allison Whitbeck : Anya
- Maria Choukchina : Helen
- Armen Djigarkhanian : Ardov